# Pleospora discors
Pleospora discors är en svampart som först beskrevs av Durieu & Mont., och fick sitt nu gällande namn av Ces. & de Not. 1863. Pleospora discors ingår i släktet Pleospora och familjen Pleosporaceae.   Inga underarter finns listade i Catalogue of Life.